# Ділова пропозиція
Ділова пропозиція (кор. 사내맞선, дослівно — офісне побачення наосліп) — південнокорейський романтично-комедійний серіал, що розповідає про Сін Ха Рі, яке йде на побачення наосліп замість Чін Йон Со, проте під час побачення дізнається, що її партнером є Кан Тхе Му, керівник компанії, де вона працює. Серіал заснований на вебромані під такою ж назвою автора Хехва і вебтуні авторів Тилькке, Narak та Хехва, що створений за мотивами роману. Серіал транслювався на телеканалі SBS щопонеділка та щовівторка з 28 лютого по 5 квітня 2022, хоча початково прем'єра планувалася на тиждень раніше, але була перенесена з метою убезпечення знімального процесу від Covid-19. У головних ролях Ан Хьо Соп, Кім Се Джон, Кім Мін Ґю та Соль Ін А.

## Сюжет
На день народження Сін Ха Рі, Лі Мін У запрошує її в свій ресторан. Ха Рі після роботи прямує туди, думаючи, що Мін У освідчиться її в коханні. Проте вона розчаровується, так він лише хотів вручити квиток на концерт та повідомити, що він зійшовся зі своєю колишньою. У той же час із закордону повертається голова компанії Go Food, Кан Тхе Му, який успішно керував закордонним відділом цієї компанії. Однак, його дідусь Кан Та Ку вирішує дати нове завдання Кан Тхе Му, а саме одружитися, тому він влаштовує сліпе побачення для нього. Тхе Му приходиться піти на сліпе побачення через настирливе поведінку Та Ку з цього приводу. Після розчарування з Мін У, Ха Рі зустрічається з Йон Су, яка розповідає, що її батько знову вирішує влаштувати для неї побачення наосліп та пропонує Ха Рі ще раз замість піти на побачення і відмовити потенційному кавалеру. Сін Ха Рі вирішує погодитися через те, що в неї недостатньо коштів для оплати боргу, а також щоб випустити пар через недавню розчарування з Мін У. Однак під час побачення, вона виявляє, що її партером є Кан Тхе Му, голова компанії, де вона працює. Крім того, її план по відлякуванню кавалера від подальших зустрічей провалюється, так як Тхе Му вирішує після першої зустрічі з Ха Рі запропонувати її на ньому одружитися. Тому Ха Рі проходиться під час з однієї зустрічі розповісти часткову правду про себе, що вона прийшла за прохання подруги, щоб відлякати кавалера. Тоді Кан Тхе Му вирішує укласти договір з Сін Ха Рі, щоб вирішити проблему з одруженням від свого дідуся, тому її знову проходиться прикидатися дівчиною Кан Тхе Му, але вже під ім'ям Сін Ким Хі, до того ж вона також намагається приховати, що своє справжнє ім'я і те, що вона працює в Go Food.

## Акторський склад

### Головні ролі
- Ан Хьо Соп як Кан Тхе Му[6][7]

Кан Тхе Му є ідеальним чеболем третього покоління, він навчався в Гарвардському університеті, а після завершення його став керувати закордонним відділом компанії Go Food. Тхе Му в дитинстві втратив батьків, тому ним опікувався його дідуся Та Ку. Після повернення із закордону він стає головний виконавчим директором компанії Go Food. За наполегливим проханням дідуся, Кан Тхе Му йде на побачення наосліп, де зустрічає Сін Ха Рі, яке прикидається Чін Йон Со.  
- Кім Се Джон як Сін Ха Рі[6][7]

Сін Ха Рі працює в Go Food як дослідник з харчової промисловості у відділу Food Development команди №1. Вона живе разом зі своїми батьками, які тримають невеликий харчовий заклад, в якому подають страви з курки, та братом Сін Ха Міном. Вона свого часу для утримання себе та своєї сім'ї набрала кредитів, які зараз намагається виплатити. Після зустрічі зі своєї подругою Чін Йон Со, погоджується з гроші піти замість неї на побачення наосліп та відлякати потенційного кавалера. Під час побачення Ха Рі неочікувано зустрічається з Кан Тхе Му.
- Кім Мін Ґю як Чха Сон Хун[6][7]

Чха Ин Сок є головним секретарем Кан Тхе Му. У дитинстві він жив у дитячому будинку, щоб спонсорувався дочірньою компанією до Go Food, яка належить Та Ку, і після того він став як за брата для Кан Тхе Му. 
- Соль Ін А як Чін Йон Со[6][7]

Чін Йон Со є єдиним спадкоємцем, який може очолити компанію Marine Group, керовану її батьком. Крім того, її батько постійно влаштовую побачення наосліп, щоб знайти майбутнього чоловіка для Йон Су. Однак, вона не хоче одружуватися за погодженими шлюбом, тому просить свою подругу Ха Рі, щоб вона замість неї ходила на побачення та відлякувала потенційних кавалерів.

### Другорядні ролі

#### Люди в компанії «Go Food»
- Лі Ток Хва як Кан Та Ку[6][7]
- Кім Хьон Сук як Йо Ий Джу, голова віділу[6][7]
- Лім Кі Хон як Кє Бін, замголова відділу
- Юн Сан Джон як Кім Хє Джі

#### Сім'я Ха Рі
- Кім Кван Ґю як Сін Чун Хе[6][7]
- Чон Йон Джу як Хан Мі Мо[6][7]
- Чхве Бьон Чхан як Сін Ха Мін[6][7]

#### Інші
- Сон Вон Сок як Лі Мін У[6][7]
- Пе У Хі як Ко Ю Ра
- Со Хє Вон як Чо Ю Джон

## Оригінальні звукові доріжки

### Повний альбом
| Business Proposal (Original Television Soundtrack), Диск 1 | Business Proposal (Original Television Soundtrack), Диск 1  | Business Proposal (Original Television Soundtrack), Диск 1 | Business Proposal (Original Television Soundtrack), Диск 1 | Business Proposal (Original Television Soundtrack), Диск 1 | Business Proposal (Original Television Soundtrack), Диск 1 |
| #                                                          | Назва                                                       | Автор слів                                                 | Автор музики                                               | Виконавець                                                 | Тривалість                                                 |
| ---------------------------------------------------------- | ----------------------------------------------------------- | ---------------------------------------------------------- | ---------------------------------------------------------- | ---------------------------------------------------------- | ---------------------------------------------------------- |
| 1.                                                         | «Love, Maybe» (사랑인가 봐)                                 | Кім Мін Сок (MeloMance)                                    | MeloMance                                                  | MeloMance                                                  | 3:05                                                       |
| 2.                                                         | «Sweet» (스윗해)                                            | Кадиль                                                     | 빨간머리앤, Maxx Song, Вонджун                             | Лі Му Джін                                                 | 3:36                                                       |
| 3.                                                         | «You Are Mine»                                              | Кадиль                                                     | Арон Кім, HILO (Isaac Han), Walter Pok, D'tour             | Victon                                                     | 3:27                                                       |
| 4.                                                         | «Sun Shower» (여우비)                                       | Хан Джун, Пак Се Джун                                      | Со Дже Ха, Кім Йон Сон, Пак Се Джун                        | Movning                                                    | 4:16                                                       |
| 5.                                                         | «Melting»                                                   | Кадиль, Zaydro                                             | Zaydro                                                     | BamBam                                                     | 3:04                                                       |
| 6.                                                         | «Love, Maybe» (사랑인가 봐)                                 | Кім Мін Сок (MeloMance)                                    | MeloMance                                                  | Secret Number                                              | 3:05                                                       |
| 7.                                                         | «Fall In Love» (사랑이 내 안에 들어와)                      | Лі Та Хьон                                                 | Ranic, Лі Та Хьон                                          | Чіхан (Weeekly), Пак Со Ин (Weeekly)                       | 3:19                                                       |
| 8.                                                         | «Closer»                                                    | У Чі Хун                                                   | У Чі Хун                                                   | Сон Ха Є                                                   | 3:58                                                       |
| 9.                                                         | «Whatever You Want»                                         | Хан Син Юн, Кадиль                                         | Хан Син Юн                                                 | Хан Син Юн                                                 | 4:16                                                       |
| 10.                                                        | «Spring Breeze» (봄바람처럼 날 찾아와)                      | Кадиль                                                     | Пак Йон Мін, Юн Пьон Джу, Ко Ток Джун                      | Нью (The Boyz)                                             | 3:44                                                       |
| 11.                                                        | «It's Up To You»                                            | Пак Се Джун, Хан Джун                                      | 빨간양말, INAN                                             | Мун Су Джін                                                | 4:28                                                       |
| 12.                                                        | «Love, Maybe (Acoustic Ver.)» (사랑인가 봐 (Acoustic Ver.)) | Кім Мін Сок (MeloMance)                                    | MeloMance                                                  | Кім Се Джон                                                | 2:51                                                       |

| Business Proposal (Original Television Soundtrack), Диск 2 | Business Proposal (Original Television Soundtrack), Диск 2 | Business Proposal (Original Television Soundtrack), Диск 2 | Business Proposal (Original Television Soundtrack), Диск 2 | Business Proposal (Original Television Soundtrack), Диск 2 |
| #                                                          | Назва                                                      | Автор музики                                               | Виконавець                                                 | Тривалість                                                 |
| ---------------------------------------------------------- | ---------------------------------------------------------- | ---------------------------------------------------------- | ---------------------------------------------------------- | ---------------------------------------------------------- |
| 1.                                                         | «Be Mine»                                                  | У Чі Хун, Пак Се Джун                                      | У Чі Хун, Пак Се Джун                                      | 1:04                                                       |
| 2.                                                         | «Cream Shake»                                              | Кім Мін Джі, Пак Се Джун                                   | Кім Мін Джі, Пак Се Джун                                   | 2:00                                                       |
| 3.                                                         | «Forest Of Memories»                                       | Лі Ньом, Пак Се Джун                                       | Лі Ньом, Пак Се Джун                                       | 2:42                                                       |
| 4.                                                         | «Never Ending Falling Down»                                | У Чі Хун, Пак Се Джун                                      | У Чі Хун, Пак Се Джун                                      | 2:01                                                       |
| 5.                                                         | «Peaches On The Bed»                                       | Сон Чін Сок, Хван Син Пхіль                                | Сон Чін Сок, Хван Син Пхіль                                | 1:39                                                       |
| 6.                                                         | «Modern Show»                                              | Сон Че Ґьон, Пак Се Джун                                   | Сон Че Ґьон, Пак Се Джун                                   | 1:34                                                       |
| 7.                                                         | «To Find You»                                              | Кім Тон Хьок, Чхве Мун Сок                                 | Кім Тон Хьок, Чхве Мун Сок                                 | 2:57                                                       |
| 8.                                                         | «Awkward Situation»                                        | Ю Хі Хьон, Пак Се Джун                                     | Ю Хі Хьон, Пак Се Джун                                     | 1:44                                                       |
| 9.                                                         | «In The West»                                              | На Сан Джін, Пак Се Джун                                   | На Сан Джін, Пак Се Джун                                   | 1:51                                                       |
| 10.                                                        | «Damn It»                                                  | Кім Тхе Хван, Пак Се Джун                                  | Кім Тхе Хван, Пак Се Джун                                  | 1:52                                                       |
| 11.                                                        | «Let Us Go»                                                | У Чі Хун, Пак Се Джун                                      | У Чі Хун, Пак Се Джун                                      | 1:38                                                       |
| 12.                                                        | «Lemonade»                                                 | Кім Мін Джі, Пак Се Джун                                   | Кім Мін Джі, Пак Се Джун                                   | 1:23                                                       |
| 13.                                                        | «Ullala Ullala»                                            | Кім Тон Хьок, Чхве Мун Сок                                 | Кім Тон Хьок, Чхве Мун Сок                                 | 1:52                                                       |
| 14.                                                        | «My Honey Dream»                                           | Лі Ньом, Пак Се Джун                                       | Лі Ньом, Пак Се Джун                                       | 3:33                                                       |
| 15.                                                        | «After All»                                                | Ю Хі Хьон, Пак Се Джун                                     | Ю Хі Хьон, Пак Се Джун                                     | 3:27                                                       |
| 16.                                                        | «BongKuRa»                                                 | Кім Тхе Хван, Пак Се Джун                                  | Кім Тхе Хван, Пак Се Джун                                  | 2:01                                                       |
| 17.                                                        | «Candle Light»                                             | На Юн Сік, Пак Се Джун                                     | На Юн Сік, Пак Се Джун                                     | 2:45                                                       |
| 18.                                                        | «Hi Kid»                                                   | У Чі Хун, Пак Се Джун                                      | У Чі Хун, Пак Се Джун                                      | 1:20                                                       |
| 19.                                                        | «My Beauty»                                                | Кім Тон Хьок, Чхве Мун Сок                                 | Кім Тон Хьок, Чхве Мун Сок                                 | 2:01                                                       |
| 20.                                                        | «Samba Girl»                                               | Кім Мін Джі                                                | Кім Мін Джі                                                | 1:53                                                       |
| 21.                                                        | «God Of Love»                                              | Лі Ньом                                                    | Лі Ньом                                                    | 2:17                                                       |
| 22.                                                        | «Terrible Mistake»                                         | Сон Чін Сок, Хван Син Пхіль                                | Сон Чін Сок, Хван Син Пхіль                                | 1:52                                                       |
| 23.                                                        | «Acoustic Romance»                                         | У Чі Хун, Пак Се Джун                                      | У Чі Хун, Пак Се Джун                                      | 2:07                                                       |

### Альбом частинами
| Business Proposal (Original Television Soundtrack), Special Track | Business Proposal (Original Television Soundtrack), Special Track | Business Proposal (Original Television Soundtrack), Special Track | Business Proposal (Original Television Soundtrack), Special Track | Business Proposal (Original Television Soundtrack), Special Track | Business Proposal (Original Television Soundtrack), Special Track |
| #                                                                 | Назва                                                             | Автор слів                                                        | Автор музики                                                      | Виконавець                                                        | Тривалість                                                        |
| ----------------------------------------------------------------- | ----------------------------------------------------------------- | ----------------------------------------------------------------- | ----------------------------------------------------------------- | ----------------------------------------------------------------- | ----------------------------------------------------------------- |
| 1.                                                                | «Love, Maybe» (사랑인가 봐)                                       | Кім Мін Сок (MeloMance)                                           | MeloMance                                                         | MeloMance                                                         | 3:05                                                              |
| 2.                                                                | «Love, Maybe (Inst.)» (사랑인가 봐 (Inst.))                       |                                                                   | MeloMance                                                         | MeloMance                                                         | 3:05                                                              |

| Business Proposal (Original Television Soundtrack), Part 1 | Business Proposal (Original Television Soundtrack), Part 1 | Business Proposal (Original Television Soundtrack), Part 1 | Business Proposal (Original Television Soundtrack), Part 1 | Business Proposal (Original Television Soundtrack), Part 1 | Business Proposal (Original Television Soundtrack), Part 1 |
| #                                                          | Назва                                                      | Автор слів                                                 | Автор музики                                               | Виконавець                                                 | Тривалість                                                 |
| ---------------------------------------------------------- | ---------------------------------------------------------- | ---------------------------------------------------------- | ---------------------------------------------------------- | ---------------------------------------------------------- | ---------------------------------------------------------- |
| 1.                                                         | «Sweet» (스윗해)                                           | Кадиль                                                     | 빨간머리앤, Maxx Song, Вонджун                             | Лі Му Джін                                                 | 3:36                                                       |
| 2.                                                         | «Sweet (Inst.)» (스윗해 (Inst.))                           |                                                            | 빨간머리앤, Maxx Song, Вонджун                             | Лі Му Джін                                                 | 3:36                                                       |

| Business Proposal (Original Television Soundtrack), Part 2 | Business Proposal (Original Television Soundtrack), Part 2 | Business Proposal (Original Television Soundtrack), Part 2 | Business Proposal (Original Television Soundtrack), Part 2 | Business Proposal (Original Television Soundtrack), Part 2 | Business Proposal (Original Television Soundtrack), Part 2 |
| #                                                          | Назва                                                      | Автор слів                                                 | Автор музики                                               | Виконавець                                                 | Тривалість                                                 |
| ---------------------------------------------------------- | ---------------------------------------------------------- | ---------------------------------------------------------- | ---------------------------------------------------------- | ---------------------------------------------------------- | ---------------------------------------------------------- |
| 1.                                                         | «You Are Mine»                                             | Кадиль                                                     | Арон Кім, HILO (Isaac Han), Walter Pok, D'tour             | Victon                                                     | 3:27                                                       |
| 2.                                                         | «You Are Mine (Inst.)»                                     |                                                            | Арон Кім, HILO (Isaac Han), Walter Pok, D'tour             | Victon                                                     | 3:27                                                       |

| Business Proposal (Original Television Soundtrack), Part 3 | Business Proposal (Original Television Soundtrack), Part 3 | Business Proposal (Original Television Soundtrack), Part 3 | Business Proposal (Original Television Soundtrack), Part 3 | Business Proposal (Original Television Soundtrack), Part 3 | Business Proposal (Original Television Soundtrack), Part 3 |
| #                                                          | Назва                                                      | Автор слів                                                 | Автор музики                                               | Виконавець                                                 | Тривалість                                                 |
| ---------------------------------------------------------- | ---------------------------------------------------------- | ---------------------------------------------------------- | ---------------------------------------------------------- | ---------------------------------------------------------- | ---------------------------------------------------------- |
| 1.                                                         | «Sun Shower» (여우비)                                      | Хан Джун, Пак Се Джун                                      | Со Дже Ха, Кім Йон Сон, Пак Се Джун                        | Movning                                                    | 4:16                                                       |
| 2.                                                         | «Sun Shower (Inst.)» (여우비 (Inst.))                      |                                                            | Со Дже Ха, Кім Йон Сон, Пак Се Джун                        | Movning                                                    | 4:16                                                       |

| Business Proposal (Original Television Soundtrack), Part 4 | Business Proposal (Original Television Soundtrack), Part 4 | Business Proposal (Original Television Soundtrack), Part 4 | Business Proposal (Original Television Soundtrack), Part 4 | Business Proposal (Original Television Soundtrack), Part 4 | Business Proposal (Original Television Soundtrack), Part 4 |
| #                                                          | Назва                                                      | Автор слів                                                 | Автор музики                                               | Виконавець                                                 | Тривалість                                                 |
| ---------------------------------------------------------- | ---------------------------------------------------------- | ---------------------------------------------------------- | ---------------------------------------------------------- | ---------------------------------------------------------- | ---------------------------------------------------------- |
| 1.                                                         | «Melting»                                                  | Кадиль, Zaydro                                             | Zaydro                                                     | BamBam                                                     | 3:04                                                       |
| 2.                                                         | «Melting (Inst.)»                                          |                                                            | Zaydro                                                     | BamBam                                                     | 3:04                                                       |

| Business Proposal (Original Television Soundtrack), Part 5 | Business Proposal (Original Television Soundtrack), Part 5 | Business Proposal (Original Television Soundtrack), Part 5 | Business Proposal (Original Television Soundtrack), Part 5 | Business Proposal (Original Television Soundtrack), Part 5 | Business Proposal (Original Television Soundtrack), Part 5 |
| #                                                          | Назва                                                      | Автор слів                                                 | Автор музики                                               | Виконавець                                                 | Тривалість                                                 |
| ---------------------------------------------------------- | ---------------------------------------------------------- | ---------------------------------------------------------- | ---------------------------------------------------------- | ---------------------------------------------------------- | ---------------------------------------------------------- |
| 1.                                                         | «Love, Maybe» (사랑인가 봐)                                | Кім Мін Сок (MeloMance)                                    | MeloMance                                                  | Secret Number                                              | 3:05                                                       |
| 2.                                                         | «Love, Maybe (Inst.)» (사랑인가 봐 (Inst.))                |                                                            | MeloMance                                                  | Secret Number                                              | 3:05                                                       |

| Business Proposal (Original Television Soundtrack), Part 6 | Business Proposal (Original Television Soundtrack), Part 6 | Business Proposal (Original Television Soundtrack), Part 6 | Business Proposal (Original Television Soundtrack), Part 6 | Business Proposal (Original Television Soundtrack), Part 6 | Business Proposal (Original Television Soundtrack), Part 6 |
| #                                                          | Назва                                                      | Автор слів                                                 | Автор музики                                               | Виконавець                                                 | Тривалість                                                 |
| ---------------------------------------------------------- | ---------------------------------------------------------- | ---------------------------------------------------------- | ---------------------------------------------------------- | ---------------------------------------------------------- | ---------------------------------------------------------- |
| 1.                                                         | «Fall In Love» (사랑이 내 안에 들어와)                     | Лі Та Хьон                                                 | Ranic, Лі Та Хьон                                          | Чіхан (Weeekly), Пак Со Ин (Weeekly)                       | 3:19                                                       |
| 2.                                                         | «Fall In Love (Inst.)» (사랑이 내 안에 들어와 (Inst.))     |                                                            | Ranic, Лі Та Хьон                                          | Чіхан (Weeekly), Пак Со Ин (Weeekly)                       | 3:19                                                       |

| Business Proposal (Original Television Soundtrack), Part 7 | Business Proposal (Original Television Soundtrack), Part 7 | Business Proposal (Original Television Soundtrack), Part 7 | Business Proposal (Original Television Soundtrack), Part 7 | Business Proposal (Original Television Soundtrack), Part 7 | Business Proposal (Original Television Soundtrack), Part 7 |
| #                                                          | Назва                                                      | Автор слів                                                 | Автор музики                                               | Виконавець                                                 | Тривалість                                                 |
| ---------------------------------------------------------- | ---------------------------------------------------------- | ---------------------------------------------------------- | ---------------------------------------------------------- | ---------------------------------------------------------- | ---------------------------------------------------------- |
| 1.                                                         | «Closer»                                                   | У Чі Хун                                                   | У Чі Хун                                                   | Сон Ха Є                                                   | 3:58                                                       |
| 2.                                                         | «Closer (Inst.)»                                           |                                                            | У Чі Хун                                                   | Сон Ха Є                                                   | 3:58                                                       |

| Business Proposal (Original Television Soundtrack), Part 8 | Business Proposal (Original Television Soundtrack), Part 8 | Business Proposal (Original Television Soundtrack), Part 8 | Business Proposal (Original Television Soundtrack), Part 8 | Business Proposal (Original Television Soundtrack), Part 8 | Business Proposal (Original Television Soundtrack), Part 8 |
| #                                                          | Назва                                                      | Автор слів                                                 | Автор музики                                               | Виконавець                                                 | Тривалість                                                 |
| ---------------------------------------------------------- | ---------------------------------------------------------- | ---------------------------------------------------------- | ---------------------------------------------------------- | ---------------------------------------------------------- | ---------------------------------------------------------- |
| 1.                                                         | «Whatever You Want»                                        | Хан Син Юн, Кадиль                                         | Хан Син Юн                                                 | Хан Син Юн                                                 | 4:16                                                       |
| 2.                                                         | «Whatever You Want (Inst.)»                                |                                                            | Хан Син Юн                                                 | Хан Син Юн                                                 | 4:16                                                       |

| Business Proposal (Original Television Soundtrack), Part 9 | Business Proposal (Original Television Soundtrack), Part 9 | Business Proposal (Original Television Soundtrack), Part 9 | Business Proposal (Original Television Soundtrack), Part 9 | Business Proposal (Original Television Soundtrack), Part 9 | Business Proposal (Original Television Soundtrack), Part 9 |
| #                                                          | Назва                                                      | Автор слів                                                 | Автор музики                                               | Виконавець                                                 | Тривалість                                                 |
| ---------------------------------------------------------- | ---------------------------------------------------------- | ---------------------------------------------------------- | ---------------------------------------------------------- | ---------------------------------------------------------- | ---------------------------------------------------------- |
| 1.                                                         | «Spring Breeze» (봄바람처럼 날 찾아와)                     | Кадиль                                                     | Пак Йон Мін, Юн Пьон Джу, Ко Ток Джун                      | Нью (The Boyz)                                             | 3:44                                                       |
| 2.                                                         | «Spring Breeze (Inst.)» (봄바람처럼 날 찾아와)             |                                                            | Пак Йон Мін, Юн Пьон Джу, Ко Ток Джун                      | Нью (The Boyz)                                             | 3:44                                                       |

| Business Proposal (Original Television Soundtrack), Part 10 | Business Proposal (Original Television Soundtrack), Part 10 | Business Proposal (Original Television Soundtrack), Part 10 | Business Proposal (Original Television Soundtrack), Part 10 | Business Proposal (Original Television Soundtrack), Part 10 | Business Proposal (Original Television Soundtrack), Part 10 |
| #                                                           | Назва                                                       | Автор слів                                                  | Автор музики                                                | Виконавець                                                  | Тривалість                                                  |
| ----------------------------------------------------------- | ----------------------------------------------------------- | ----------------------------------------------------------- | ----------------------------------------------------------- | ----------------------------------------------------------- | ----------------------------------------------------------- |
| 1.                                                          | «It's Up To You»                                            | Пак Се Джун, Хан Джун                                       | 빨간양말, INAN                                              | Мун Су Джін                                                 | 4:28                                                        |
| 2.                                                          | «It's Up To You (Inst.)»                                    |                                                             | 빨간양말, INAN                                              | Мун Су Джін                                                 | 4:28                                                        |

| Business Proposal (Original Television Soundtrack), Bonus Track | Business Proposal (Original Television Soundtrack), Bonus Track             | Business Proposal (Original Television Soundtrack), Bonus Track | Business Proposal (Original Television Soundtrack), Bonus Track | Business Proposal (Original Television Soundtrack), Bonus Track | Business Proposal (Original Television Soundtrack), Bonus Track |
| #                                                               | Назва                                                                       | Автор слів                                                      | Автор музики                                                    | Виконавець                                                      | Тривалість                                                      |
| --------------------------------------------------------------- | --------------------------------------------------------------------------- | --------------------------------------------------------------- | --------------------------------------------------------------- | --------------------------------------------------------------- | --------------------------------------------------------------- |
| 1.                                                              | «Love, Maybe (Acoustic Ver.)» (사랑인가 봐 (Acoustic Ver.))                 | Кім Мін Сок (MeloMance)                                         | MeloMance                                                       | Кім Се Джон                                                     | 2:51                                                            |
| 2.                                                              | «Love, Maybe (Acoustic Ver.) (Inst.)» (사랑인가 봐 (Acoustic Ver.) (Inst.)) |                                                                 | MeloMance                                                       | Кім Се Джон                                                     | 2:51                                                            |

## Рейтинги
Найнижчі рейтинги позначені синім кольором, а найвищі — червоним кольором.
| Серія            | Дата показу      | Середнє значення кількості переглядів | Середнє значення кількості переглядів | Середнє значення кількості переглядів |
| Серія            | Дата показу      | TNMS Ratings                          | AGB Nielsen                           | AGB Nielsen                           |
| Серія            | Дата показу      | Загальнонаціональні                   | Загальнонаціональні                   | Сеул                                  |
| ---------------- | ---------------- | ------------------------------------- | ------------------------------------- | ------------------------------------- |
| 1                | 28 лютого 2022   | 4,9 %                                 | 4,9 %                                 | 5,4 %                                 |
| 2                | 1 березня 2022   | 6,1 %                                 | 6,5 %                                 | 7,2 %                                 |
| 3                | 7 березня 2022   | 5,9 %                                 | 8,1 %                                 | 8,2 %                                 |
| 4                | 8 березня 2022   | 6,9 %                                 | 8,7 %                                 | 8,9 %                                 |
| 5                | 14 березня 2022  | 7,6 %                                 | 8,1 %                                 | 8,6 %                                 |
| 6                | 15 березня 2022  | 8,5 %                                 | 10,1 %                                | 10,5 %                                |
| 7                | 21 березня 2022  | 9,1 %                                 | 9,9 %                                 | 10,7 %                                |
| 8                | 22 березня 2022  | 9,2 %                                 | 10,8 %                                | 11,6 %                                |
| 9                | 28 березня 2022  | 8,7 %                                 | 11,6 %                                | 12,4 %                                |
| 10               | 29 березня 2022  | 9,8 %                                 | 11,6 %                                | 12,1 %                                |
| 11               | 4 квітня 2022    | 9,2 %                                 | 10,6 %                                | 11,0 %                                |
| 12               | 5 квітня 2022    | 9,7 %                                 | 11,4 %                                | 11,9 %                                |
| Середнє значення | Середнє значення | 8,0 %                                 | 9,4 %                                 | 9,9 %                                 |

## Нагороди та номінації
| Рік  | Нагорода                      | Категорія          | Отримувач                 | Результат | Примітки      |
| ---- | ----------------------------- | ------------------ | ------------------------- | --------- | ------------- |
| 2022 | 13-та Премія корейської драми | Краща нова акторка | Пе У Хі                   | Перемога  | [ 36 ] [ 37 ] |
| 2022 | Музична премія Melon          | Кращий саундтрек   | «Love, Maybe» — MeloMance | Перемога  | [ 38 ]        |